# Idioma tingui-boto
El tingui-Boto, or tingui, también llamado Carapató ~ Karapató,  es una lengua indígena extinta y no clasificada hablada anteriormente en el noreste de Brasil. El grupo étnico tingui-boto es de unas 350 personas, cuya lengua materna es ahora el portugués. 
- Datos: Q7808195